# Knockdhu
Knockdhu est une distillerie de whisky située dans la région des Highlands.
Elle est juste à la lisière du Speyside.

## Histoire
La distillerie fut fondée en 1893 par John Morrison. Peu de temps après avoir acheté les terrains au Duc de Fife, quelques sources d'eau furent découvertes sur le versant Sud du Knock Hill. La qualité de l'eau ayant été confirmée, la construction de la distillerie démarra immédiatement. Le site présentait également l'avantage de la proximité avec la gare de Knock, sur le Chemin de Fer d'Écosse du Nord, entre Aberdeen et Elgin.
Les architectes Gordon & Macbey d'Elgin firent édifier des bâtiments avec le granite local. L'électricité était fournie par une machine à vapeur de 16 CV et, à plein régime, les deux alambics pouvaient distiller 2 500 Gallons d'alcool par semaine
En 1983, la distillerie ferma ses portes pour la troisième fois, avant d'être rachetée par Inver House qui redémarra la production le 6 février 1989. Cependant, une des conditions de la vente par United Distillers (groupe Diageo) était de changer le nom du whisky vendu pour éviter toute confusion avec leur marque Knockando. Si la distillerie a gardé son nom d'origine, Knockdhu, Inver House a alors rebaptisé le single malt anCnoc en 1993.

## Toponymie
Knockdhu en gaélique écossais signifie "La colline noire", anCnoc fait lui référence à la colline jouxtant la distillerie.

## Embouteillages
- anCnoc 12 ans 40 %
- anCnoc 16 ans 46 %
- anCnoc 1975 50 %
- anCnoc 1993 46 %

## Sources
- Whisky magazine no 25
- www.whisky-distilleries.info
- www.whisky-news.com